# Чепинога Віталій Михайлович
Віта́лій Миха́йлович Чепино́га (нар. 28 травня 1969, Чорнобаївський район, Черкаська область) — український політик, блогер. Колишній народний депутат України.

## Освіта
У 1997 році закінчив історико-правничий факультет Національного педагогічного університету ім. М. Драгоманова.

### Кар'єра
Після служби в армії працював в Чорнобаївському райкомі комсомолу, був кореспондентом газети «Світлий шлях».
Вересень 1996 — липень 1998 — головний редактор інформаційного бюлетеня «Смолоскип України», головний редактор «Вісника Наукового товариства ім. В. Липинського».
З 1997 року працював в інформаційно-аналітичній службі Християнсько-демократичного союзу «Вперед, Україно!», пізніше — партій «Реформи і порядок» та «Молода Україна».
Був членом ради об'єднання «Молода Україна». Також працював в Українському фонді підтримки реформ, кореспондентом газет «День», «Всеукраинские ведомости», завідувач відділу «Story» журналу «Компаньйон», кореспондентом тижневика «Московские новости» в Україні.
З 1997 — керівник Комітету з питань преси та інформації в опозиційному Кабінеті Міністрів, у прес-службі «Блоку Юлії Тимошенко».
Лютий — вересень 2005 — прес-секретар Прем'єр-міністра України — керівник Прес-служби Кабінету Міністрів України.
4 січня 2008 року був призначений радником Прем'єр-міністра України на громадських засадах.
Співавтор книги «Походження свободи» (1996). Один з авторів гумористичного сайту repka.club.

## Парламентська діяльність
Народний депутат України 5-го скликання з 25 травня 2006 до 14 червня 2007 від «Блоку Юлії Тимошенко», № 87 в списку. На час виборів: прес-секретар ВО «Батьківщина», безпартійний. Член фракції «Блок Юлії Тимошенко» (з травня 2006). Член Комітету з питань сім'ї, молодіжної політики, спорту та туризму (з липня 2006). 14 червня 2007 достроково припинив свої повноваження під час масового складення мандатів депутатами-опозиціонерами з метою проведення позачергових виборів до Верховної ради.
Народний депутат України 6-го скликання з 23 листопада 2007 до 12 грудня 2012 від «Блоку Юлії Тимошенко», № 87 в списку. На час виборів: тимчасово не працює, член ВО «Батьківщина». Член фракції «Блок Юлії Тимошенко» (з листопада 2007). Член Комітету з питань сім'ї, молодіжної політики, спорту та туризму (з грудня 2007), голова підкомітету з питань курортів та рекреаційної діяльності (з січня 2008).
Народний депутат України 8-го скликання з 27 листопада 2014 до 29 серпня 2019 від «Блоку Петра Порошенка», № 56 в списку. На час виборів: тимчасово не працює, безпартійний, проживає в місті Києві, судимість відсутня, включений до виборчого списку під № 56. Член Комітету з питань екологічної політики, природокористування та ліквідації наслідків Чорнобильської катастрофи.

## Нагороди та державні ранги
Державний службовець 3-го рангу (з березня 2005).